# 大宮村 (新潟県)
大宮村（おおみやむら）は、かつて新潟県北蒲原郡にあった村。

## 沿革
- 1889年（明治22年）4月1日 - 町村制施行に伴い北蒲原郡大友村、宮古木村、小戸村が合併し、大宮村が発足。
- 1901年（明治34年）11月1日 - 北蒲原郡板津村、竹ノ俣村、石田村と合併し、川東村となり消滅。